# Бургундия
Бургу́ндия (фр. Bourgogne [buʁˈɡɔɲ], произношениео файле, лат. Burgundia) — историческая область и бывший регион на востоке Франции.
После территориальной реформы, вступившей в силу 1 января 2016 года, является частью региона Бургундия — Франш-Конте. До реформы граничил на севере с регионами Иль-де-Франс и Шампань — Арденны, на западе с Центром, на востоке с Франш-Конте, а на юге с регионами Овернь и Рона — Альпы. Площадь региона составляет 31 582 км². Население 1 642 734 человек (2011 год). Центром области долгое время был город Дижон. На территории Бургундии расположены департаменты Кот-д’Ор, Сона и Луара, Ньевр, Йонна.

## История

Физическая карта Бургундии

Название Бургундия (или Бургонь) происходит от германского племени бургундов, создавших своё королевство с центром сначала в Вормсе, а затем в Лионе на юго-востоке Франции в V веке. В 534 году оно вошло в состав государства франков.
В IX веке появилось два королевства: Верхняя Бургундия (со столицей в Женеве) и Нижняя Бургундия (Прованс). В 933 году они объединились в Королевство Бургундию (Арелат), в 1034 году вошедшее в состав Священной Римской империи. Территории указанных образований никак не затрагивали современную территорию Бургундии.
Параллельно королевству Бургундскому в юго-восточных французских пределах создается Бургундское герцогство. В 1032 году брат французского короля Генриха I Робер становится герцогом Бургундским. В 1363 году король Иоанн II Добрый передал Бургундию своему младшему сыну Филиппу II Смелому, который стал родоначальником новой герцогской династии. С юга оно граничило с Савойей, на юго-западе с Овернью. Постепенно герцоги Бургундии присоединили к своим владениям Фландрию и Нидерланды (см. Бургундские Нидерланды). Столицей герцогства был Дижон.
Последним выдающимся правителем герцогства был герцог Карл Смелый, после его смерти в 1477 году Бургундия была поглощена Францией. До 1790 года Бургундия имела статус провинции в составе Французского королевства.

## Виноделие
Бургундские вина считались одними из лучших ещё в Средние века. Большинство вин — сортовые (моносепажные), а не купажные. Для производства красных вин бургундцами традиционно используется сорт винограда пино-нуар, а для производства белых — сорт шардоне. В меньших объёмах возделываются иные бургундские сорта: алиготе, пино-блан, пино-гри и др. В сравнении с винами других регионов бургундское выделяется высокой стоимостью.

## Климат
Климат Бургундии — полуконтинентальный с жарким летом и холодной зимой.
| Показатель                                    | Янв. | Фев. | Март | Апр. | Май  | Июнь | Июль | Авг. | Сен. | Окт. | Нояб. | Дек. | Год   |
| --------------------------------------------- | ---- | ---- | ---- | ---- | ---- | ---- | ---- | ---- | ---- | ---- | ----- | ---- | ----- |
| Средний суточный максимум, °C                 | 5,6  | 7,7  | 10,9 | 14,7 | 18,6 | 22,1 | 24,9 | 24,3 | 21,4 | 16,3 | 9,7   | 6,2  | 15,2  |
| Средняя температура, °C                       | 2,9  | 4,2  | 6,7  | 9,7  | 13,4 | 16,7 | 19,1 | 18,7 | 16,0 | 11,9 | 6,4   | 3,5  | 10,8  |
| Средний суточный минимум, °C                  | 0,1  | 0,7  | 2,5  | 4,7  | 8,2  | 11,4 | 13,3 | 13,1 | 10,7 | 7,5  | 3,2   | 0,8  | 6,4   |
| Норма осадков, мм                             | 54,2 | 50,1 | 49   | 43,4 | 74,9 | 62,5 | 47,2 | 54,9 | 52,1 | 58,1 | 52,8  | 57,3 | 656,6 |
| Источник: infoclimat.fr - Auxerre (1961-1990) |      |      |      |      |      |      |      |      |      |      |       |      |       |

## Достопримечательности
Ряд достопримечательностей Бургундии внесён ЮНЕСКО в перечень Всемирного наследия:
- Базилика св. Марии Магдалины в Везле (1979);
- Цистерцианское аббатство Фонтене (1981);
- Климат и терруары винодельческого региона Бургундия (2015).

## Эпонимы
В честь Бургундии назван астероид (374) Бургундия, открытый в 1893 году.